# Фалкув (гмина)
Фалкув (пол. Fałków) — сельская гмина (волость) в Польше, входит как административная единица в Коньский повет, Свентокшиское воеводство. Население — 4780 человек (на 2004 год).

## Демография
| Перепись                       | Всего   | Всего | Женщины | Женщины | Мужчины | Мужчины |
| ------------------------------ | ------- | ----- | ------- | ------- | ------- | ------- |
| Единицы                        | человек | %     | человек | %       | человек | %       |
| Население                      | 4780    | 100   | 2382    | 49,8    | 2398    | 50,2    |
| Плотность населения (чел./км²) | 36,2    | 36,2  | 18      | 18      | 18,2    | 18,2    |

## Сельские округа
1. Плёнсковице
2. Буды
3. Чермно
4. Чермно-Колёня
5. Фалкув
6. Густавув
7. Ольшамовице
8. Паперня
9. Скурнице
10. Смыкув
11. Станиславув
12. Стажеховице
13. Студзенец
14. Сульборовице
15. Сулкув
16. Туровице
17. Вонсош
18. Воля-Шкуцка
19. Збуйно

## Поселения
1. Булианув
2. Буды-Аделинув
3. Буды-Добры-Видок
4. Буды-Якубовице
5. Буды-Шпинек
6. Буды-Шренява
7. Чермно-Колёня-Стоморги
8. Лещыны
9. Пикуле
10. Ольшамовице-Поромбка
11. Речкув
12. Скурнице-Поремба
13. Смыкув-Бороневске
14. Стажеховице-Дольне
15. Стажеховице-Гурне
16. Стажеховице-Семп
17. Травно
18. Сульборовице-Оддзялы
19. Рудка
20. Рудзиско
21. Домброва
22. Юлианув
23. Зыгмунтув
24. Збуйно-Семпске-Нивы
25. Грещын

## Соседние гмины
1. Гмина Пшедбуж
2. Гмина Руда-Маленецка
3. Гмина Слупя
4. Гмина Жарнув